# Шамбово
Шамбово — деревня в Усть-Кубинском районе Вологодской области.
Входит в состав Троицкого сельского поселения, с точки зрения административно-территориального деления — в Троицкий сельсовет.
Расстояние по автодороге до районного центра Устья — 46,5 км, до центра муниципального образования Бережного — 4,5 км. Ближайшие населённые пункты — Федорково, Дор, Прилуки.
По переписи 2002 года население — 19 человек.